# Chorodna praetextata
Chorodna praetextata là một loài bướm đêm trong họ Geometridae.